# 鵝卵鼻長蠣盾介殼蟲
鵝卵鼻長蠣盾介殼蟲（学名：Insulaspis garambiensis）为盾介殼蟲科長蠣盾介殼蟲屬下的一个种。